# 莱克福里斯特 (加利福尼亚州)
莱克福里斯特（英語：Lake Forest）是美国加利福尼亚州橙县下属的一座城市。建市于1991年12月20日。

## 地理
该市面积大约为17.9平方英里（46平方）。
莱克福里斯特的西面和西北面毗邻尔湾（Irvine），西南面毗邻拉古纳希尔斯（Laguna Hills），东南面毗邻米申维耶霍（Mission Viejo）。

## 人口
根据2010年美国人口普查，该市有人口77,264人。其中白人占70.3%（57.2%为非西班牙裔），亚洲裔占13.1%。属于各种种族的西班牙裔共计占24.6%。2000年时，3.2% 的家庭和5.3%的人口低于贫困线。